# Comuna Ivanivka, Novoukraiinka
Ivanivka (în ucraineană Іванівка) este o comună în raionul Novoukraiinka, regiunea Kirovohrad, Ucraina, formată din satele Ivanivka (reședința), Kvitka, Okteabrske, Petrivske, Soldatske și Stepove.

## Demografie
Componența lingvistică a comunei Ivanivka
     Ucraineană (94,02%)
     Rusă (2,83%)
     Română (2,34%)
     Alte limbi (0,71%)
Conform recensământului din 2001, majoritatea populației comunei Ivanivka era vorbitoare de ucraineană (94,02%), existând în minoritate și vorbitori de rusă (2,83%) și română (2,34%).